# Witzend
witzend foi uma revista em quadrinhos para adultos de publicação irregular do movimento underground comix. A witzend foi lançada em 1966 pelo escritor e desenhista Wallace Wood. O título era escrito, tal como aqui mostrado, em letras minusculas.